# Interlands Pools voetbalelftal 1950-1959
Deze pagina toont een chronologisch en gedetailleerd overzicht van de interlands die het Pools voetbalelftal heeft gespeeld in de periode 1950 – 1959.

## Interlands

### 1950
|                                                                    |         |       |       |                                                                                    |
| 1 mei Vriendschappelijk № 104 «onderlinge duels» 14:00 uur (UTC+1) | Albanië | 0 – 0 | Polen | Qemal Stafastadion, Tirana Toeschouwers: 20.000 Scheidsrechter: György Dankó (HUN) |
| 1 mei Vriendschappelijk № 104 «onderlinge duels» 14:00 uur (UTC+1) |         |       |       | Qemal Stafastadion, Tirana Toeschouwers: 20.000 Scheidsrechter: György Dankó (HUN) |

|                                                                     |                              |       |                                                        |                                                                                     |
| 14 mei Vriendschappelijk № 105 «onderlinge duels» 17:00 uur (UTC+1) | Polen                        | 3 – 3 | Roemenië                                               | Olympiastadion, Wrocław Toeschouwers: 60.000 Scheidsrechter: Sándor Harangozó (HUN) |
| 14 mei Vriendschappelijk № 105 «onderlinge duels» 17:00 uur (UTC+1) | Gerard Cieślik 18', 25', 76' |       | 15' Andrei Mercea 47' Gheorghe Vaczi 65' Gheorghe Bodo | Olympiastadion, Wrocław Toeschouwers: 60.000 Scheidsrechter: Sándor Harangozó (HUN) |

|                                                                     |                                           |       |                                                       |                                                                                                |
| 4 juni Vriendschappelijk № 106 «onderlinge duels» 18:00 uur (UTC+1) | Polen                                     | 2 – 5 | Hongarije                                             | Wojska Polskiegostadion, Warschau Toeschouwers: 47.000 Scheidsrechter: Ştefan Alexandriu (ROU) |
| 4 juni Vriendschappelijk № 106 «onderlinge duels» 18:00 uur (UTC+1) | Zdzisław Mordarski 24' Gerard Cieślik 80' |       | 10' (pen.), 63' Ferenc Puskás 38', 48' Gyula Szilágyi | Wojska Polskiegostadion, Warschau Toeschouwers: 47.000 Scheidsrechter: Ştefan Alexandriu (ROU) |

|                                                                         |                      |       |                                                 |                                                                                           |
| 22 oktober Vriendschappelijk № 107 «onderlinge duels» 12:00 uur (UTC+1) | Polen                | 1 – 4 | Tsjecho-Slowakije                               | Wojska Polskiegostadion, Warschau Toeschouwers: 50.000 Scheidsrechter: Károly Balla (HUN) |
| 22 oktober Vriendschappelijk № 107 «onderlinge duels» 12:00 uur (UTC+1) | Mieczysław Gracz 36' |       | 13', 32', 44' Vlastimil Preis 17' Jaroslav Cejp | Wojska Polskiegostadion, Warschau Toeschouwers: 50.000 Scheidsrechter: Károly Balla (HUN) |

|                                                                         |           |                    |       |                                                                                       |
| 30 oktober Vriendschappelijk № 108 «onderlinge duels» 15:15 uur (UTC+2) | Bulgarije | 0 – 1              | Polen | Balgarska Armijastadion, Sofia Toeschouwers: 20.000 Scheidsrechter: Ştefan Geac (ROU) |
| 30 oktober Vriendschappelijk № 108 «onderlinge duels» 15:15 uur (UTC+2) |           | 29' Gerard Cieślik |       | Balgarska Armijastadion, Sofia Toeschouwers: 20.000 Scheidsrechter: Ştefan Geac (ROU) |

### 1951
|                                                                     |                                                                                          |       |       |                                                                                          |
| 27 mei Vriendschappelijk № 109 «onderlinge duels» 17:00 uur (UTC+1) | Hongarije                                                                                | 6 – 0 | Polen | Megyeri úti stadion, Boedapest Toeschouwers: 42.000 Scheidsrechter: Jaroslav Vlček (TCH) |
| 27 mei Vriendschappelijk № 109 «onderlinge duels» 17:00 uur (UTC+1) | Sándor Kocsis 27', 70' Károly Sándor 37' Ferenc Puskás 72', 75' (pen.) Zoltán Czibor 82' |       |       | Megyeri úti stadion, Boedapest Toeschouwers: 42.000 Scheidsrechter: Jaroslav Vlček (TCH) |

### 1952
|                                                                     |       |                     |           |                                                                                           |
| 18 mei Vriendschappelijk № 110 «onderlinge duels» 14:00 uur (UTC+1) | Polen | 0 – 1               | Bulgarije | Wojska Polskiegostadion, Warschau Toeschouwers: 45.000 Scheidsrechter: Andor Dorogi (HUN) |
| 18 mei Vriendschappelijk № 110 «onderlinge duels» 14:00 uur (UTC+1) |       | 45' Dimitar Milanov |           | Wojska Polskiegostadion, Warschau Toeschouwers: 45.000 Scheidsrechter: Andor Dorogi (HUN) |

|                                                                     |                      |       |       |                                                                                           |
| 25 mei Vriendschappelijk № 111 «onderlinge duels» 17:30 uur (UTC+2) | Roemenië             | 1 – 0 | Polen | Stadionul Republicii, Boekarest Toeschouwers: 45.000 Scheidsrechter: Jaroslav Vlček (TCH) |
| 25 mei Vriendschappelijk № 111 «onderlinge duels» 17:30 uur (UTC+2) | Tudor Paraschiva 49' |       |       | Stadionul Republicii, Boekarest Toeschouwers: 45.000 Scheidsrechter: Jaroslav Vlček (TCH) |

|                                                                      |                   |       |                                                                   |                                                                                             |
| 15 juni Vriendschappelijk № 112 «onderlinge duels» 17:45 uur (UTC+1) | Polen             | 1 – 5 | Hongarije                                                         | Wojska Polskiegostadion, Warschau Toeschouwers: 40.000 Scheidsrechter: Józef Szlejfer (POL) |
| 15 juni Vriendschappelijk № 112 «onderlinge duels» 17:45 uur (UTC+1) | Henryk Alszer 56' |       | 7', 42' Sándor Kocsis 25', 32' Ferenc Puskás 27' Nándor Hidegkuti | Wojska Polskiegostadion, Warschau Toeschouwers: 40.000 Scheidsrechter: Józef Szlejfer (POL) |

| Olympische Zomerspelen 1952 |
| --------------------------- |

| |                                      |       |       |                                                                                           |
| 21 juli Voetbal op de Olympische Zomerspelen 1952 Eerste ronde № 113 «onderlinge duels» 19:00 uur (UTC+2) | Denemarken                           | 2 – 0 | Polen | upittaan jalkapallostadion, Turku Toeschouwers: 6.024 Scheidsrechter: Folke Bålstad (NOR) |
| 21 juli Voetbal op de Olympische Zomerspelen 1952 Eerste ronde № 113 «onderlinge duels» 19:00 uur (UTC+2) | Holger Seebach 17' Svend Nielsen 73' |       |       | upittaan jalkapallostadion, Turku Toeschouwers: 6.024 Scheidsrechter: Folke Bålstad (NOR) |

|  |  |  |  |  |  |  |  |  |

|                                                                           |                                             |       |                                           |                                                                                                |
| 14 september Vriendschappelijk № 114 «onderlinge duels» 15:30 uur (UTC+1) | Tsjecho-Slowakije                           | 2 – 2 | Polen                                     | Stadion Československé Armády, Praag Toeschouwers: 40.000 Scheidsrechter: György Szigeti (HUN) |
| 14 september Vriendschappelijk № 114 «onderlinge duels» 15:30 uur (UTC+1) | Ladislav Müller 17' Jiří Žďárský 75' (pen.) |       | 20' Zdzisław Mordarski 33' Jan Wiśniewski | Stadion Československé Armády, Praag Toeschouwers: 40.000 Scheidsrechter: György Szigeti (HUN) |

|                                                                           |                                                                  |       |                                |                                                                                               |
| 21 september Vriendschappelijk № 115 «onderlinge duels» 12:00 uur (UTC+1) | Polen Kazimierz Trampisz 70' Teodor Anioła 80' Teodor Anioła 84' | 3 – 0 | Duitse Democratische Republiek | Wojska Polskiegostadion, Warschau Toeschouwers: 25.000 Scheidsrechter: Sándor Harangozó (HUN) |
| 21 september Vriendschappelijk № 115 «onderlinge duels» 12:00 uur (UTC+1) |                                                                  |       |                                | Wojska Polskiegostadion, Warschau Toeschouwers: 25.000 Scheidsrechter: Sándor Harangozó (HUN) |

### 1953
|                                                                     |                 |       |                    |                                                                                     |
| 10 mei Vriendschappelijk № 116 «onderlinge duels» 16:00 uur (UTC+1) | Polen           | 1 – 1 | Tsjecho-Slowakije  | Olympiastadion, Wrocław Toeschouwers: 70.000 Scheidsrechter: Sándor Harangozó (HUN) |
| 10 mei Vriendschappelijk № 116 «onderlinge duels» 16:00 uur (UTC+1) | Józef Kohut 80' |       | 49' Gejza Šimanský | Olympiastadion, Wrocław Toeschouwers: 70.000 Scheidsrechter: Sándor Harangozó (HUN) |

|                                                                           |                          |       |                                      |                                                                                               |
| 13 september Vriendschappelijk № 117 «onderlinge duels» 17:00 uur (UTC+2) | Bulgarije                | 2 – 2 | Polen                                | Vasil Levski Nationaal Stadion, Sofia Toeschouwers: 40.000 Scheidsrechter: István Zsolt (HUN) |
| 13 september Vriendschappelijk № 117 «onderlinge duels» 17:00 uur (UTC+2) | Georgi Dimitrov 44', 67' |       | 58' Paweł Sobek 75' Ewald Wiśniowski | Vasil Levski Nationaal Stadion, Sofia Toeschouwers: 40.000 Scheidsrechter: István Zsolt (HUN) |

|                                                                          |                                 |       |       |                                                                                    |
| 29 november Vriendschappelijk № 118 «onderlinge duels» 14:00 uur (UTC+1) | Albanië                         | 2 – 0 | Polen | Qemal Stafastadion, Tirana Toeschouwers: 20.000 Scheidsrechter: Andor Dorogi (HUN) |
| 29 november Vriendschappelijk № 118 «onderlinge duels» 14:00 uur (UTC+1) | Loro Boriçi 9' Refik Resmja 35' |       |       | Qemal Stafastadion, Tirana Toeschouwers: 20.000 Scheidsrechter: Andor Dorogi (HUN) |

### 1954
|                                                                         |                             |       |                                   |                                                                                           |
| 8 augustus Vriendschappelijk № 119 «onderlinge duels» 16:30 uur (UTC+1) | Polen                       | 2 – 2 | Bulgarije                         | Wojska Polskiegostadion, Warschau Toeschouwers: 30.000 Scheidsrechter: György Dankó (HUN) |
| 8 augustus Vriendschappelijk № 119 «onderlinge duels» 16:30 uur (UTC+1) | Kazimierz Trampisz 57', 71' |       | 3' Ivan Kolev 32' Dimitar Milanov | Wojska Polskiegostadion, Warschau Toeschouwers: 30.000 Scheidsrechter: György Dankó (HUN) |

|                                                                           |                                |       |                          |                                                                                  |
| 26 september Vriendschappelijk № 120 «onderlinge duels» 14:30 uur (UTC+1) | Duitse Democratische Republiek | 0 – 1 | Polen 21' Gerard Cieślik | Ostseestadion, Rostock Toeschouwers: 30.000 Scheidsrechter: Jaroslav Vlček (TCH) |
| 26 september Vriendschappelijk № 120 «onderlinge duels» 14:30 uur (UTC+1) |                                |       |                          | Ostseestadion, Rostock Toeschouwers: 30.000 Scheidsrechter: Jaroslav Vlček (TCH) |

### 1955
|                                                                     |                                     |       |                                           |                                                                                           |
| 29 mei Vriendschappelijk № 121 «onderlinge duels» 17:30 uur (UTC+2) | Roemenië                            | 2 – 2 | Polen                                     | Stadionul 23 August, Boekarest Toeschouwers: 80.000 Scheidsrechter: Nikolay Balakin (URS) |
| 29 mei Vriendschappelijk № 121 «onderlinge duels» 17:30 uur (UTC+2) | Titus Ozon 9' Nicolae Georgescu 76' |       | 65' Stanisław Hachorek 67' Gerard Cieślik | Stadionul 23 August, Boekarest Toeschouwers: 80.000 Scheidsrechter: Nikolay Balakin (URS) |

|                                                                      |                           |       |                     |                                                                                                  |
| 26 juni Vriendschappelijk № 122 «onderlinge duels» 18:00 uur (UTC+2) | Bulgarije                 | 1 – 1 | Polen               | Vasil Levski Nationaal Stadion, Sofia Toeschouwers: 40.000 Scheidsrechter: Antonín Vrbovec (TCH) |
| 26 juni Vriendschappelijk № 122 «onderlinge duels» 18:00 uur (UTC+2) | Stefan Bozjkov 71' (pen.) |       | 28' Lucjan Brychczy | Vasil Levski Nationaal Stadion, Sofia Toeschouwers: 40.000 Scheidsrechter: Antonín Vrbovec (TCH) |

|                                                                           |                    |       |                                           |                                                                                        |
| 11 september Vriendschappelijk № 123 «onderlinge duels» 15:30 uur (UTC+2) | Finland            | 1 – 3 | Polen                                     | Olympisch Stadion, Helsinki Toeschouwers: 12.961 Scheidsrechter: Sergey Arkhipov (URS) |
| 11 september Vriendschappelijk № 123 «onderlinge duels» 15:30 uur (UTC+2) | Yrjö Asikainen 84' |       | 66' Henryk Kempny 73', 78' Gerard Cieślik | Olympisch Stadion, Helsinki Toeschouwers: 12.961 Scheidsrechter: Sergey Arkhipov (URS) |

### 1956
|                                                                     |           |       |       |                                                                                 |
| 30 mei Vriendschappelijk № 124 «onderlinge duels» 19:00 uur (UTC+1) | Noorwegen | 0 – 0 | Polen | Ullevaalstadion, Oslo Toeschouwers: 22.457 Scheidsrechter: Aksel Asmussen (DEN) |
| 30 mei Vriendschappelijk № 124 «onderlinge duels» 19:00 uur (UTC+1) |           |       |       | Ullevaalstadion, Oslo Toeschouwers: 22.457 Scheidsrechter: Aksel Asmussen (DEN) |

|                                                                      |                                                            |       |                   |                                                                               |
| 15 juli Vriendschappelijk № 125 «onderlinge duels» 18:00 uur (UTC+2) | Hongarije                                                  | 4 – 1 | Polen             | Népstadion, Boedapest Toeschouwers: 48.000 Scheidsrechter: Ezio Damiani (YUG) |
| 15 juli Vriendschappelijk № 125 «onderlinge duels» 18:00 uur (UTC+2) | Sándor Kocsis 40', 65' Ferenc Szusza 80' Ferenc Machos 87' |       | 10' Henryk Kempny | Népstadion, Boedapest Toeschouwers: 48.000 Scheidsrechter: Ezio Damiani (YUG) |

|                                                                      |       |                                  |                                |                                                                                |
| 22 juli Vriendschappelijk № 126 «onderlinge duels» 17:30 uur (UTC+1) | Polen | 0 – 2                            | Duitse Democratische Republiek | Śląskistadion, Chorzów Toeschouwers: 90.000 Scheidsrechter: Atanas Dinev (BUL) |
| 22 juli Vriendschappelijk № 126 «onderlinge duels» 17:30 uur (UTC+1) |       | 62' Willy Tröger 66' Horst Assmy |                                | Śląskistadion, Chorzów Toeschouwers: 90.000 Scheidsrechter: Atanas Dinev (BUL) |

|                                                                          |                 |       |                                    |                                                                                     |
| 26 augustus Vriendschappelijk № 127 «onderlinge duels» 17:00 uur (UTC+1) | Polen           | 1 – 2 | Bulgarije                          | Olympiastadion, Wrocław Toeschouwers: 60.000 Scheidsrechter: Sándor Harangozó (HUN) |
| 26 augustus Vriendschappelijk № 127 «onderlinge duels» 17:00 uur (UTC+1) | Ernest Pohl 74' |       | 69' Dimitar Milanov 83' Ivan Kolev | Olympiastadion, Wrocław Toeschouwers: 60.000 Scheidsrechter: Sándor Harangozó (HUN) |

|                                                                         |                                                |       |                                       |                                                                                                  |
| 28 oktober Vriendschappelijk № 128 «onderlinge duels» 12:00 uur (UTC+1) | Polen                                          | 5 – 3 | Noorwegen                             | Stadion Dziesięciolecia, Warschau Toeschouwers: 50.000 Scheidsrechter: Franciszek Fronczyk (POL) |
| 28 oktober Vriendschappelijk № 128 «onderlinge duels» 12:00 uur (UTC+1) | Ernest Pohl 6', 11', 38', 90' Henryk Kempny 8' |       | 55', 70' Gunnar Dybwad 75' Harry Kure | Stadion Dziesięciolecia, Warschau Toeschouwers: 50.000 Scheidsrechter: Franciszek Fronczyk (POL) |

|                                                                         |                                                                                     |       |         |                                                                               |
| 4 november Vriendschappelijk № 129 «onderlinge duels» 12:00 uur (UTC+1) | Polen                                                                               | 5 – 0 | Finland | Stadion Wisły, Krakau Toeschouwers: 40.000 Scheidsrechter: Alfred Grill (AUT) |
| 4 november Vriendschappelijk № 129 «onderlinge duels» 12:00 uur (UTC+1) | Henryk Kempny 4', 83' Krzysztof Baszkiewicz 11' ucjan Brychczy 65' Edmund Kowal 72' |       |         | Stadion Wisły, Krakau Toeschouwers: 40.000 Scheidsrechter: Alfred Grill (AUT) |

|                                                                          |                |       |                |                                                                                       |
| 16 november Vriendschappelijk № 130 «onderlinge duels» 14:00 uur (UTC+2) | Turkije        | 1 – 1 | Polen          | Dolmabahçestadion, Istanbul Toeschouwers: 26.353 Scheidsrechter: Gustav Jiranek (AUT) |
| 16 november Vriendschappelijk № 130 «onderlinge duels» 14:00 uur (UTC+2) | Metin Oktay 8' |       | 2' Ernest Pohl | Dolmabahçestadion, Istanbul Toeschouwers: 26.353 Scheidsrechter: Gustav Jiranek (AUT) |

### 1957
|                                                                     |       |                    |         |                                                                                           |
| 19 mei Vriendschappelijk № 131 «onderlinge duels» 17:00 uur (UTC+1) | Polen | 0 – 1              | Turkije | Stadion Dziesięciolecia, Warschau Toeschouwers: 60.000 Scheidsrechter: Alfred Grill (AUT) |
| 19 mei Vriendschappelijk № 131 «onderlinge duels» 17:00 uur (UTC+1) |       | 42' Mehmet Ali Has |         | Stadion Dziesięciolecia, Warschau Toeschouwers: 60.000 Scheidsrechter: Alfred Grill (AUT) |

|                                                                         |                                                          |       |       |                                                                                       |
| 23 juni WK 1958 kwalificatie № 132 «onderlinge duels» 19:00 uur (UTC+3) | Sovjet-Unie                                              | 3 – 0 | Polen | Centraal Leninstadion, Moskou Toeschouwers: 102.000 Scheidsrechter: Jack Clough (ENG) |
| 23 juni WK 1958 kwalificatie № 132 «onderlinge duels» 19:00 uur (UTC+3) | Boris Tatoesjin 9' Nikita Simonjan 55' Anatoli Iljin 77' |       |       | Centraal Leninstadion, Moskou Toeschouwers: 102.000 Scheidsrechter: Jack Clough (ENG) |

|                                                                        |                    |       |                                |                                                                                     |
| 5 juli WK 1958 kwalificatie № 133 «onderlinge duels» 19:00 uur (UTC+2) | Finland            | 1 – 3 | Polen                          | Olympisch Stadion, Helsinki Toeschouwers: 9.125 Scheidsrechter: Birger Nilsen (NOR) |
| 5 juli WK 1958 kwalificatie № 133 «onderlinge duels» 19:00 uur (UTC+2) | Mauri Vanhanen 72' |       | 19', 56', 65' Edward Jankowski | Olympisch Stadion, Helsinki Toeschouwers: 9.125 Scheidsrechter: Birger Nilsen (NOR) |

|                                                                           |                     |       |                     |                                                                                                 |
| 29 september Vriendschappelijk № 134 «onderlinge duels» 17:00 uur (UTC+2) | Bulgarije           | 1 – 1 | Polen               | Vasil Levski Nationaal Stadion, Sofia Toeschouwers: 40.000 Scheidsrechter: Édouard Harzic (FRA) |
| 29 september Vriendschappelijk № 134 «onderlinge duels» 17:00 uur (UTC+2) | Dimitar Milanov 72' |       | 40' Lucjan Brychczy | Vasil Levski Nationaal Stadion, Sofia Toeschouwers: 40.000 Scheidsrechter: Édouard Harzic (FRA) |

|                                                                            |                         |       |                     |                                                                               |
| 20 oktober WK 1958 kwalificatie № 135 «onderlinge duels» 12:00 uur (UTC+1) | Polen                   | 2 – 1 | Sovjet-Unie         | Śląskistadion, Chorzów Toeschouwers: 93.000 Scheidsrechter: Jack Clough (ENG) |
| 20 oktober WK 1958 kwalificatie № 135 «onderlinge duels» 12:00 uur (UTC+1) | Gerard Cieślik 43', 50' |       | 80' Valentin Ivanov | Śląskistadion, Chorzów Toeschouwers: 93.000 Scheidsrechter: Jack Clough (ENG) |

|                                                                            |                                                               |       |         |                                                                                           |
| 3 november WK 1958 kwalificatie № 136 «onderlinge duels» 12:00 uur (UTC+1) | Polen                                                         | 4 – 0 | Finland | Stadion Dziesięciolecia, Warschau Toeschouwers: 90.000 Scheidsrechter: Albert Dusch (GER) |
| 3 november WK 1958 kwalificatie № 136 «onderlinge duels» 12:00 uur (UTC+1) | Ginter Gawlik 2' Lucjan Brychczy 4', 48' Edward Jankowski 60' |       |         | Stadion Dziesięciolecia, Warschau Toeschouwers: 90.000 Scheidsrechter: Albert Dusch (GER) |

|                                                                             |                                           |       |             |                                                                                 |
| 24 november WK 1958 kwalificatie № 137 «onderlinge duels» 13:00 uur (UTC+1) | Polen                                     | 0 – 2 | Sovjet-Unie | Zentralstadion, Leipzig Toeschouwers: 115.000 Scheidsrechter: Jack Clough (ENG) |
| 24 november WK 1958 kwalificatie № 137 «onderlinge duels» 13:00 uur (UTC+1) | Edoeard Streltsov 31' Genrich Fedosov 75' |       |             | Zentralstadion, Leipzig Toeschouwers: 115.000 Scheidsrechter: Jack Clough (ENG) |

### 1958
|                                                                     |                                        |       |                                      |                                                                                |
| 11 mei Vriendschappelijk № 138 «onderlinge duels» 17:00 uur (UTC+2) | Polen                                  | 2 – 2 | Ierland                              | Śląskistadion, Chorzów Toeschouwers: 80.000 Scheidsrechter: Rudolf Roman (AUT) |
| 11 mei Vriendschappelijk № 138 «onderlinge duels» 17:00 uur (UTC+2) | Gerard Cieślik 25' Edmund Zientara 75' |       | 13' Dermot Curtis 49' George Cummins | Śląskistadion, Chorzów Toeschouwers: 80.000 Scheidsrechter: Rudolf Roman (AUT) |

|                                                                     |                                          |       |                                      |                                                                                           |
| 25 mei Vriendschappelijk № 139 «onderlinge duels» 13:30 uur (UTC+1) | Denemarken                               | 3 – 2 | Polen                                | Københavns Idrætspark, Kopenhagen Toeschouwers: 21.900 Scheidsrechter: Karl Lescart (BEL) |
| 25 mei Vriendschappelijk № 139 «onderlinge duels» 13:30 uur (UTC+1) | Jørn Sørensen 17' Poul Pedersen 17', 26' |       | 29' Roman Lentner 85' Gerard Cieślik | Københavns Idrætspark, Kopenhagen Toeschouwers: 21.900 Scheidsrechter: Karl Lescart (BEL) |

|                                                                     |                    |       |                        |                                                                                          |
| 1 juni Vriendschappelijk № 140 «onderlinge duels» 18:00 uur (UTC+2) | Polen              | 1 – 2 | Schotland              | Stadion Dziesięciolecia, Warschau Toeschouwers: 70.000 Scheidsrechter: Jenő Sramkó (HUN) |
| 1 juni Vriendschappelijk № 140 «onderlinge duels» 18:00 uur (UTC+2) | Gerard Cieślik 84' |       | 21', 53' Bobby Collins | Stadion Dziesięciolecia, Warschau Toeschouwers: 70.000 Scheidsrechter: Jenő Sramkó (HUN) |

|                                                                      |                                                       |       |                         |                                                                              |
| 28 juni Vriendschappelijk № 141 «onderlinge duels» 15:00 uur (UTC+1) | Duitse Democratische Republiek Wilfried Klingbiel 32' | 1 – 1 | Polen 88' Henryk Kempny | Ostseestadion, Rostock Toeschouwers: 20.000 Scheidsrechter: János Pósa (HUN) |
| 28 juni Vriendschappelijk № 141 «onderlinge duels» 15:00 uur (UTC+1) |                                                       |       |                         | Ostseestadion, Rostock Toeschouwers: 20.000 Scheidsrechter: János Pósa (HUN) |

|                                                                           |                         |       |                                                    |                                                                               |
| 14 september Vriendschappelijk № 142 «onderlinge duels» 15:00 uur (UTC+2) | Polen                   | 1 – 3 | Hongarije                                          | Śląskistadion, Chorzów Toeschouwers: 90.000 Scheidsrechter: Karol Galba (TCH) |
| 14 september Vriendschappelijk № 142 «onderlinge duels» 15:00 uur (UTC+2) | Béla Kárpáti 85' (e.d.) |       | 34' Lajos Csordás 60' Lajos Tichy 65' László Budai | Śląskistadion, Chorzów Toeschouwers: 90.000 Scheidsrechter: Karol Galba (TCH) |

|                                                                      |                               |       |                      |                                                                               |
| 5 oktober Vriendschappelijk № 143 «onderlinge duels» 15:30 uur (UTC) | Ierland                       | 2 – 2 | Polen                | Dalymount Park, Dublin Toeschouwers: 35.000 Scheidsrechter: Jack Clough (ENG) |
| 5 oktober Vriendschappelijk № 143 «onderlinge duels» 15:30 uur (UTC) | Noel Cantwell 27' (pen.), 32' |       | 17', 20' Ernest Pohl | Dalymount Park, Dublin Toeschouwers: 35.000 Scheidsrechter: Jack Clough (ENG) |

### 1959
|                                                                     |                 |       |                           |                                                                                     |
| 20 mei Vriendschappelijk № 144 «onderlinge duels» 16:30 uur (UTC+1) | West-Duitsland  | 1 – 1 | Polen                     | Volksparkstadion, Hamburg Toeschouwers: 61.000 Scheidsrechter: Joaquim Campos (POR) |
| 20 mei Vriendschappelijk № 144 «onderlinge duels» 16:30 uur (UTC+1) | Erwin Stein 81' |       | 29' Krzysztof Baszkiewicz | Volksparkstadion, Hamburg Toeschouwers: 61.000 Scheidsrechter: Joaquim Campos (POR) |

|                                                                      | |       |                                        |                                                                                     |
| 21 juni Vriendschappelijk № 145 «onderlinge duels» 17:30 uur (UTC+2) | Polen                                                                                                   | 7 – 2 | Israël                                 | Olympiastadion, Wrocław Toeschouwers: 60.000 Scheidsrechter: Sándor Harangozó (HUN) |
| 21 juni Vriendschappelijk № 145 «onderlinge duels» 17:30 uur (UTC+2) | Stanisław Hachorek 23', 65' Zbigniew Szarzyński 28', 62' Jan Liberda 32', 90' Krzysztof Baszkiewicz 58' |       | 38' Yosef Goldstein 67' Nahum Stelmach | Olympiastadion, Wrocław Toeschouwers: 60.000 Scheidsrechter: Sándor Harangozó (HUN) |

|                                                                         |                                     |       |                                                  |                                                                                |
| 28 juni EK 1960 kwalificatie № 146 «onderlinge duels» 17:30 uur (UTC+2) | Polen                               | 2 – 4 | Spanje                                           | Śląskistadion, Chorzów Toeschouwers: 71.469 Scheidsrechter: Arthur Ellis (ENG) |
| 28 juni EK 1960 kwalificatie № 146 «onderlinge duels» 17:30 uur (UTC+2) | Ernest Pohl 34' Lucjan Brychczy 62' |       | 40', 52' Luis Suárez 41', 56' Alfredo Di Stéfano | Śląskistadion, Chorzów Toeschouwers: 71.469 Scheidsrechter: Arthur Ellis (ENG) |

|                                                                          |                      |       |                             | |
| 30 augustus Vriendschappelijk № 147 «onderlinge duels» 17:00 uur (UTC+2) | Polen                | 2 – 3 | Roemenië                    | Stadion Dziesięciolecia Manifestu Lipcowego, Warschau Toeschouwers: 40.000 Scheidsrechter: Nikolay Khlopotin (URS) |
| 30 augustus Vriendschappelijk № 147 «onderlinge duels» 17:00 uur (UTC+2) | Ernest Pohl 32', 47' |       | 26', 45', 55' Mircea Dridea | Stadion Dziesięciolecia Manifestu Lipcowego, Warschau Toeschouwers: 40.000 Scheidsrechter: Nikolay Khlopotin (URS) |

|                                                                            |                                                                       |       |       |                                                                                           |
| 14 oktober EK 1960 kwalificatie № 148 «onderlinge duels» 20:30 uur (UTC+1) | Spanje                                                                | 3 – 0 | Polen | Estadio Santiago Bernabéu, Madrid Toeschouwers: 62.070 Scheidsrechter: Karoly Balla (HUN) |
| 14 oktober EK 1960 kwalificatie № 148 «onderlinge duels» 20:30 uur (UTC+1) | Alfredo Di Stéfano 30' Enrique Gensana Merola 69' Francisco Gento 85' |       |       | Estadio Santiago Bernabéu, Madrid Toeschouwers: 62.070 Scheidsrechter: Karoly Balla (HUN) |

|                                                                                                   |                     |       |                                                         |                                                                                    |
| 18 oktober Olympisch kwalificatietoernooi voetbal 1960 № 149 «onderlinge duels» 14:00 uur (UTC+2) | Finland             | 1 – 3 | Polen                                                   | Olympisch Stadion, Helsinki Toeschouwers: 10.818 Scheidsrechter: Bertil Lööw (SWE) |
| 18 oktober Olympisch kwalificatietoernooi voetbal 1960 № 149 «onderlinge duels» 14:00 uur (UTC+2) | Hannu Kankkonen 48' |       | 3' Ernest Pohl 58' Stanisław Hachorek 81' Jan Gawroński | Olympisch Stadion, Helsinki Toeschouwers: 10.818 Scheidsrechter: Bertil Lööw (SWE) |

|                                                                                                   |                                                                                            |       |                                      |                                                                                   |
| 8 november Olympisch kwalificatietoernooi voetbal 1960 № 150 «onderlinge duels» 12:00 uur (UTC+1) | Polen                                                                                      | 6 – 2 | Finland                              | Śląskistadion, Chorzów Toeschouwers: 22.000 Scheidsrechter: Werner Bergmann (DDR) |
| 8 november Olympisch kwalificatietoernooi voetbal 1960 № 150 «onderlinge duels» 12:00 uur (UTC+1) | Ernest Pohl 14', 19', 44' Stanisław Hachorek 43' Andrzej Sykta 53' Zbigniew Szarzyński 79' |       | 7' Tor Österlund 20' Juhani Peltonen | Śląskistadion, Chorzów Toeschouwers: 22.000 Scheidsrechter: Werner Bergmann (DDR) |

|                                                                          |               |       |                 |                                                                                 |
| 29 november Vriendschappelijk № 151 «onderlinge duels» 14:30 uur (UTC+2) | Israël        | 1 – 1 | Polen           | Ramat Ganstadion, Ramat Gan Toeschouwers: 50.000 Scheidsrechter: Leo Horn (NED) |
| 29 november Vriendschappelijk № 151 «onderlinge duels» 14:30 uur (UTC+2) | Rafi Levi 60' |       | 84' Ernest Pohl | Ramat Ganstadion, Ramat Gan Toeschouwers: 50.000 Scheidsrechter: Leo Horn (NED) |

UEFA: Albanië · België · Bulgarije · Denemarken · West-Duitsland · Duitse Democratische Republiek · Engeland · Finland · Frankrijk · Griekenland · Hongarije · Ierland · IJsland · Italië · Joegoslavië · Kroatië · Luxemburg · Malta · Nederland · Noord-Ierland · Noorwegen · Oostenrijk · Polen · Portugal · Roemenië · Saarland · Schotland · Sovjet-Unie · Spanje · Tsjecho-Slowakije · Turkije · Wales · Zweden · Zwitserland

AFC: Israël
Poolse voetbalbond · A-internationals · Selecties · Statistieken · Pools vrouwenelftal · Olympisch elftal · Polen U21 · Polen U20 · Polen U19 · Polen U18 · Polen U17 · Polen U16
1921 – 1929 ·
1930 – 1939 ·
1940 – 1949 ·
1950 – 1959 ·
1960 – 1969 ·
1970 – 1979 ·
1980 – 1989 ·
1990 – 1999 ·
2000 – 2009 ·
2010 – 2019 ·
2020 – 2029
EK 2008 · 
EK 2012 · 
EK 2016 · 
EK 2020
WK 1938 ·
WK 1974 ·
WK 1978 ·
WK 1982 ·
WK 1986 ·
WK 2002 ·
WK 2006 ·
WK 2018
OS 1924 ·
OS 1936 ·
OS 1972 ·
OS 1976 ·
OS 1992
1921 · 
1922 · 
1923 · 
1924 · 
1925 · 
1926 · 
1927 · 
1928 · 
1929 · 
1930 · 
1931 · 
1932 · 
1933 · 
1934 · 
1935 · 
1936 · 
1937 · 
1938 · 
1939 · 
1940–1946 · 
1947 · 
1948 · 
1949 · 
1950 · 
1951 · 
1952 · 
1953 · 
1954 · 
1955 · 
1956 · 
1957 · 
1958 · 
1959 · 
1960 · 
1961 · 
1962 · 
1963 · 
1964 · 
1965 · 
1966 · 
1967 · 
1968 · 
1969 · 
1970 · 
1971 · 
1972 · 
1973 · 
1974 · 
1975 · 
1976 · 
1977 · 
1978 · 
1979 · 
1980 · 
1981 · 
1982 · 
1983 · 
1984 · 
1985 · 
1986 · 
1987 · 
1988 · 
1989 · 
1990 · 
1991 · 
1992 · 
1993 · 
1994 · 
1995 · 
1996 · 
1997 · 
1998 · 
1999 · 
2000 · 
2001 · 
2002 · 
2003 · 
2004 · 
2005 · 
2006 · 
2007 · 
2008 · 
2009 · 
2010 · 
2011 · 
2012 · 
2013 · 
2014 ·
2015 ·
2016 ·
2017 ·
2018 ·
2019 ·
2020 ·
2021
Albanië ·
Algerije ·
Andorra ·
Argentinië ·
Armenië ·
Australië ·
Azerbeidzjan ·
België ·
Bolivia ·
Bosnië en Herzegovina ·
Brazilië ·
Bulgarije ·
Canada ·
Chili ·
China ·
Colombia ·
Costa Rica ·
Cyprus ·
DDR ·
Denemarken ·
Duitsland ·
Ecuador ·
Egypte ·
Engeland ·
Estland ·
Faeröer · 
Finland ·
Frankrijk ·
Georgië ·
Gibraltar ·
Griekenland ·
Guatemala ·
Haïti ·
Hongarije ·
Ierland ·
India ·
Irak ·
Iran ·
Israël ·
Italië ·
Ivoorkust ·
IJsland ·
Japan ·
Joegoslavië ·
Kameroen ·
Kazachstan ·
Koeweit ·
Kroatië ·
Letland ·
Libië ·
Liechtenstein ·
Litouwen ·
Luxemburg ·
Marokko ·
Malta ·
Mexico ·
Moldavië ·
Montenegro ·
Nederland ·
Nieuw-Zeeland ·
Nigeria ·
Noord-Ierland ·
Noord-Korea ·
Noord-Macedonië ·
Noorwegen ·
Oekraïne ·
Oostenrijk ·
Peru ·
Portugal ·
Roemenië ·
Rusland ·
San Marino ·
Saoedi-Arabië · 
Schotland ·
Senegal ·
Servië ·
Servië en Montenegro · 
Singapore ·
Slovenië ·
Slowakije ·
Sovjet-Unie ·
Spanje ·
Thailand · 
Tsjechië ·
Tsjecho-Slowakije ·
Tunesië ·
Turkije ·
Uruguay ·
Verenigde Arabische Emiraten ·
Verenigde Staten ·
Wales ·
Wit-Rusland ·
Zuid-Afrika ·
Zuid-Korea ·
Zweden ·
Zwitserland
België (1982) ·
Colombia (2018) ·
Costa Rica (2006) ·
Duitsland (2006) ·
Duitsland (2008) ·
Duitsland (2016) ·
Ecuador (2006) ·
Frankrijk (1982) ·
Frankrijk (2022) ·
Griekenland (2012) ·
Italië (1982, 1) ·
Italië (1982, 2) ·
Japan (2018) ·
Kameroen (1982) ·
Kroatië (2008) ·
Noord-Ierland (2016) ·
Oostenrijk (2008) ·
Peru (1982) ·
Rusland (2012) ·
Senegal (2018) ·
Slowakije (2021) ·
Sovjet-Unie (1982) ·
Spanje (2021) ·
Tsjechië (2012) ·
Zweden (2021)